# باشگاه فوتبال ساوتپورت
باشگاه فوتبال ساوتپورت (به انگلیسی: Southport Football Club) یک باشگاه فوتبال در شهر ساوتپورت، کشور انگلستان است که در سال ۱۸۸۱ میلادی تأسیس شده‌است.